# Institut néerlandais de mercatique
Pour les articles homonymes, voir NIMA.
L'Institut néerlandais de mercatique (Nederlands Instituut voor Marketing en néerlandais ou Netherlands Institute of Marketing en anglais) est une école de gestion aux Pays-Bas. Elle prend la forme d'une association.